# Heshmat Mohajerani
Heshmat Mohajerani (em persa: حشمت مهاجرانى), (Meshed, 11 de dezembro de  1938) é um treinador de futebol, gestor e antigo futebolista iraniano. Mohajerani e os seus irmãos fundaram o F.C. Aboomoslem em Meshed.
Presentemante faz parte do comité executivo do  VfB Admira Wacker Mödling, um clube austríaco

## Carreira de jogador
Como jogador sénior Mohajerani jogou no Taj até atingir os 27 anos, altura em que abandonou a modalidade como futebolista. 

## Carreira de treinador
Mohajerani partiu para o Japão para participar num curso de treinadores que durou três meses e que era gerido por Dettmar Cramer um famoso treinador alemão.
Em 1971 iniciou a carreira de treinador na equipa de Sub 23 do Irão. Durante vários anos deu várias oportunidades aos jovens de várias cidade, não apenas da capital Teerã, e muitos desses jogadores iriam fazer mais tarde parte da Seleção Iraniana de Futebol, entre esses jogadores há a destacar entre outros: Nazari, Barzegari, Ghasempour e Pezeshkar .
Graças a Mohajerani, o Irão foi campeão de juniores durante 4 anos consecutivos, título que o Irão não tinha conseguido até então. Em 1976 venceu a Copa da Ásia de 1976 ao bater o Koweit, por 1-0 em Teerã.
O Irão conseguiu o apuramento  para os Jogos Olímpicos de 1976, realizados em Montreal, no Canadá, tendo conseguido chegar aos quartos de final. O ponto mais alto da carreira de Mohajerani foi em 1977, quando conseguiu o apuramento para a fase final da Copa do Mundo de 1978 (ao bater a Austrália) que teve lugar na Argentina.
Depois a revolução iraniana que teve lugar em 1979, Mohajerani decidiu partir para os Emirados Árabes Unidos e foi treinar o   Al-Shaab em Sharjah, entre 1992 e 1994 treinou a Seleção de Omã de Futebol.
Os maiores atributos de Mohajerani foram o de acreditar na juventude e sempre lhes deu oportunidades para singrar no mundo de futebol. Descobriu vários jogadores que se tornaram estrelas através do seu apoio.

## Currículum
- Copa da Ásia de 1976
- Quartos de final dos Jogos Olímpicos de 1976
- Qualificação para a  Copa do Mundo de 1978